# Nikita Glazkov
Nikita Glazkov –en ruso, Никита Глазков– (16 de abril de 1992) es un deportista ruso que compite en esgrima, especialista en la modalidad de espada.
Participó en los Juegos Olímpicos de Tokio 2020, obteniendo una medalla de plata en la prueba por equipos (junto con Serguei Bida, Serguei Jodos y Pavel Sujov).
Ganó dos medallas de bronce en el Campeonato Mundial de Esgrima, en los años 2017 y 2018, y tres medallas de oro en el Campeonato Europeo de Esgrima, entre los años 2017 y 2019.

## Palmarés internacional
| Juegos Olímpicos   | Juegos Olímpicos      | Juegos Olímpicos  | Juegos Olímpicos   |
| Año                | Lugar                 | Medalla           | Prueba             |
| ------------------ | --------------------- | ----------------- | ------------------ |
| 2020               | Tokio (Japón)         | Medalla de plata  | Espada por equipos |
| Campeonato Mundial |                       |                   |                    |
| Año                | Lugar                 | Medalla           | Prueba             |
| 2017               | Leipzig (Alemania)    | Medalla de bronce | Espada por equipos |
| 2018               | Wuxi (China)          | Medalla de bronce | Espada por equipos |
| Campeonato Europeo |                       |                   |                    |
| Año                | Lugar                 | Medalla           | Prueba             |
| 2017               | Tiflis (Georgia)      | Medalla de oro    | Espada por equipos |
| 2018               | Novi Sad (Serbia)     | Medalla de oro    | Espada por equipos |
| 2019               | Düsseldorf (Alemania) | Medalla de oro    | Espada por equipos |